# Анна Черногорская
Принцесса Анна Петрович-Негош (18 августа 1874 — 22 апреля 1971) — принцесса Черногорская, седьмой ребёнок и шестая дочь князя Черногории Николая I и Милены Вукович, принцесса Баттенберг по браку, сестра итальянской королевы Елены Черногорской, Великих княгинь Милицы и Анастасии Николаевны.

## Семья
Анна родилась 18 августа 1874 года. Она была седьмым ребёнком и шестой дочерью князя Черногории Николая I и Милены Вукович. Князь Николай Негош (с 1910 — Король) занимал пост правителя почти шестьдесят лет и стал известным политическим деятелем Европы. Он был монархом в маленьком, удалённом от всех и всего княжестве. Центром княжества был город Цетинье. Известность и влияние Черногорскому князю принесли браки его детей. Их у него и Милены родилось двенадцать. Для некоторых отец сыскал такие брачные партии, о которых некоторые могли лишь мечтать. Наследный принц Данило в 1899 году женился на принцессе Мекленбург-Стрелицкой Ютте, принявшей в Православии имя Милены. Старшая дочь Зорка с 1883 года состояла в браке с сербским принцем Петром I Карагеоргиевичем, с 1903 года — королём Сербии. Дочь Елена в 1896 году вышла замуж за наследного принца Италии, который стал в 1900 году королём под именем Виктор-Эммануил III. Другие дочери, Милица и Анастасия, вышли замуж за внуков императора Николая I и стали членами императорского дома Романовых. Образование Анна, как и все её сёстры получала в России.

## Брак
Своего будущего супруга принца Франца Иосифа Баттенберга встретила во Франции, где он был гостем у сестры Анны Великой княгини Милицы и её мужа. Вскоре после этого было объявлено о помолвке черногорской принцессы Анны и принца Баттенбергского Франца Иосифа. Семья Баттенберг была морганатической ветвью Гессен-Дармштадтского дома. Отцом Франца был принц Александр Гессен-Дармштадтский, брат российской императрицы Марии Александровны. Он женился в 1851 году на Юлии фон Хауке. Брат Александра великий герцог Гессенский Людвиг III дал Юлии титул графини Баттенберг для неё и её потомков, которые не смогут претендовать на гессенский престол.
Анна и Франц получили разрешение на брак от королевы Виктории и российского императора. 18 мая 1897 года в присутствии всей семьи она вышла за него замуж. Франц был хорошим другом императора Николая II. Царь, после свадьбы дал супругам в приданое около одного миллиона рублей.
Супруги очень подходили друг другу. О ней говорили, что она необычно жива, высока и красива. Её супруг был так же красив собой, образован и начитан. В браке детей не было. До Первой мировой они жили в Дармштадте, а после отправились в нейтральную Швейцарию. К тому времени финансовой состояние супругов было критическим. Анна стала писать музыкальные произведения, для того чтобы пополнить семейный бюджет.
С 1917 года, когда английский король отказался от всех немецких титулов, включая титул принца Баттенберг, Франц не отказался от своей фамилии и был единственным принцем в семье, который продолжал носить её. Умер он 31 августа 1924 года. Сама Анна скончалась в 1971 году в возрасте 96 лет, пережив всех своих братьев и сестёр.

## Титулы
- 18 августа 1874 — 18 мая 1897: Её Светлость Принцесса Черногорская
- 18 мая 1897 — 18 августа 1910:  Её Светлость Принцесса Баттенберг
- 18 августа 1910 — 22 апреля 1971:  Её Королевское Высочество Принцесса Баттенберг